# هومر أ. هولت
هومر أ. هولت (بالإنجليزية: Homer A. Holt) هو محامي وقاضي أمريكي، ولد في 27 أبريل 1831، وتوفي في 7 يناير 1898.